# Clement Higgins
Clement Higgins (1844 - 4 de dezembro de 1916) foi um político britânico do Partido Liberal que serviu como membro do Parlamento do Reino Unido por Mid Norfolk no 25º Parlamento, entre 1892 e 1895.